# Rudolf Hawelka
Rudolf Hawelka (8. února 1866 Horažďovice – 1937) byl československý politik německé národnosti a meziválečný poslanec Národního shromáždění za Německou křesťansko sociální stranu lidovou.

## Biografie
Jeho otcem byl právník, notář a dlouholetý člen okresního a městského zastupitelstva v Českých Budějovicích Karl Hawelka starší. Rudolf měl bratra, právníka Karla Hawelku (1865–1908), Ottu (1866–1883) a sestru Marii narozenou roku 1875. Otto a Maria byli narozeni rovněž v Horažďovicích.
Profesí byl podle údajů k roku 1928 vrchním zemským radou v Brně.
Po parlamentních volbách v roce 1925 se stal za Německou křesťansko sociální stranu lidovou poslancem Národního shromáždění. Mandát ale získal až dodatečně roku 1928 jako náhradník poté, co zemřel poslanec Franz Budig.